# Гуцва, Мирослав
Мирослав Гу́цва (пол. Mirosław Gucwa, 2 декабря 1951 года, деревня Писажова, Лимановский повят, Малопольское воеводство, Польша) — католический прелат, второй епископ Буара с 2 декабря 2017 года.

## Биография
Родился в 1963 году в деревне Писажова Лимановского повята Малопольского воеводства, Польша. В 1982 году получил среднее образование. С 1982 по 1988 года обучался в Высшей духовной семинарии в Тарнове. 12 июня 1988 года был рукоположён в священники для служения в епархии Тарнова.
Служил викарием в приходе святой Екатерины в Грыбуве (1988—1992). В 1992 году выехал в Центральноафриканскую Республику, где служил в епархии Буара. Был настоятелем в приходах святой Жоаны Туре в Бохонге (1992—1996), кафедрального собора Пресвятой Девы Марии Матери Церкви в Буаре (2011—2014). Ректор малой семинарии святого Петра в Йоле (1996—2005), канцлер епархии (2003—2005), генеральный викарий (2006—2017).
2 декабря 2017 года Римский папа Франциск назначил его епископом Буара. 11 февраля 2018 года состоялось его рукоположение в епископы, которое совершил архиепископ Банги Дьёдонне Нзапалаинга в сослужении с титулярным архиепископом Габалы, апостольским нунцием в Центральноафриканской Республике Сантьяго Де Вит Гусманом и епископом Тарнува Анджеем Ежом.